# Aleksandr Morozov
Pour les articles homonymes, voir Morozov.
Aleksandr Morozov, né le 13 novembre 1939 à Tomsk et mort en 2003, est un athlète russe, spécialiste des courses de demi-fond. 

## Biographie
Il se classe cinquième du 3 000 m steeple lors des Jeux olympiques de 1968, à Mexico.
Il remporte sous les couleurs de l'URSS la médaille d'argent du 3 000 m steeple lors des championnats d'Europe 1969 à Athènes, terminant derrière le Bulgare Mikhail Zhelev.

### Palmarès
| Date | Compétition           | Lieu    | Résultat | Épreuve         | Performance  |
| ---- | --------------------- | ------- | -------- | --------------- | ------------ |
| 1968 | Jeux olympiques       | Mexico  | 5e       | 3 000 m steeple | 8 min 55 s 8 |
| 1969 | Championnats d'Europe | Athènes | 2e       | 3 000 m steeple | 8 min 25 s 6 |

### Records
| Épreuve         | Performance  | Lieu | Date         |
| --------------- | ------------ | ---- | ------------ |
| 3 000 m steeple | 9 min 23 s 4 | Kiev | 19 août 1969 |